# Leptodactylus macrosternum
Espèce
Synonymes
- Leptodactylus ocellatus macrosternum Miranda-Ribeiro, 1926

Statut de conservation UICN

 LC  : Préoccupation mineure
Leptodactylus macrosternum est une espèce d'amphibiens de la famille des Leptodactylidae.

## Répartition
Cette espèce se rencontre jusqu'à 1 400 m d'altitude :
- au Brésil ;
- en Guyane ;
- au Suriname ;
- au Guyana ;
- au Venezuela ;
- à la Trinité ;
- en Colombie ;
- en Bolivie ;
- en Uruguay ;
- en Argentine ;
- au Paraguay.

## Publication originale
- Miranda-Ribeiro, 1926 : Notas para servirem ao estudo dos Gymnobatrachios (Anura) brasileiros. Arquivos do Museu Nacional Rio de Janeiro, vol. 27, p. 1-227.